# Pulsar binário

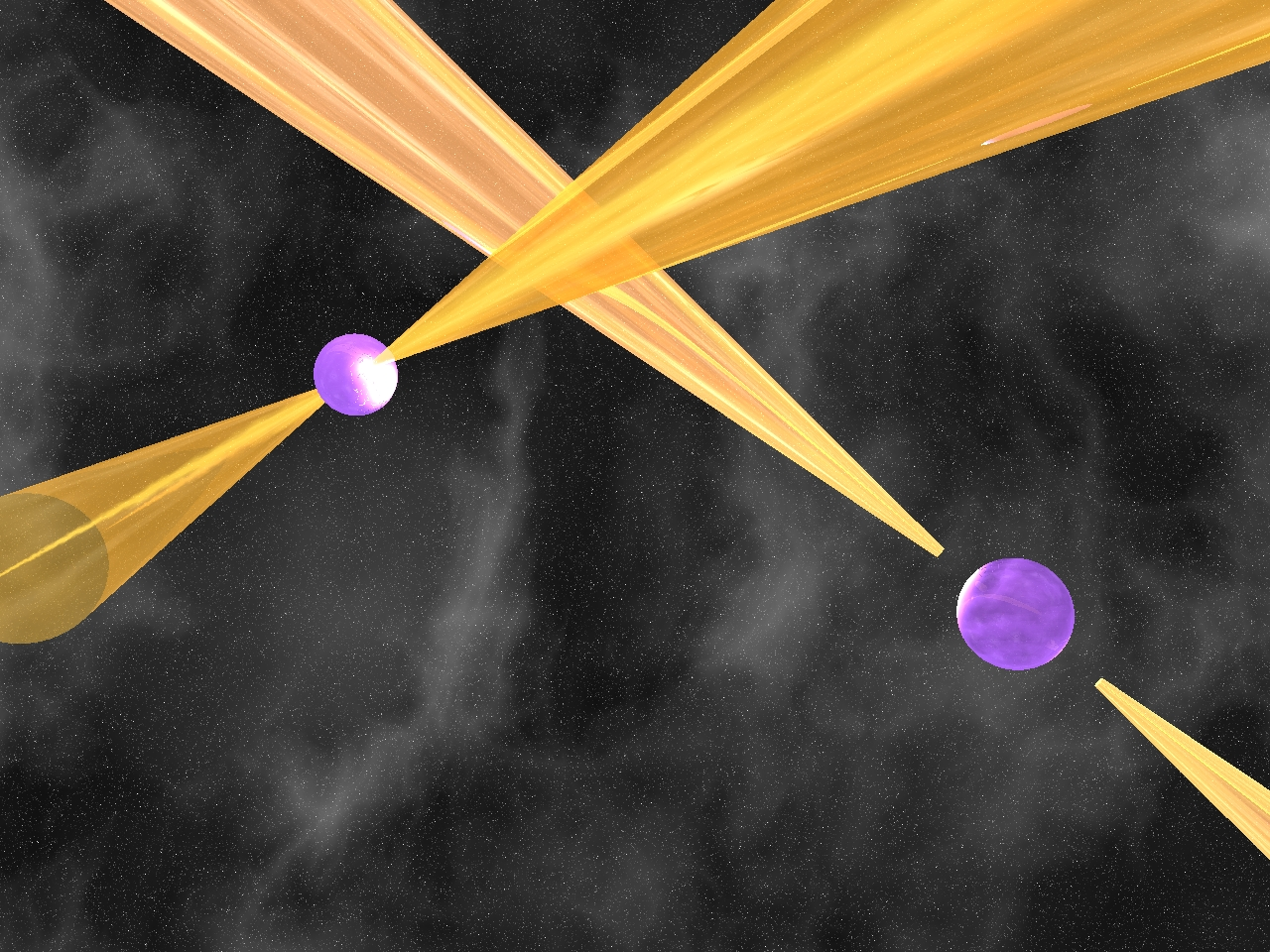
Impressão artística de um pulsar binário

Um pulsar binário é um pulsar que possui um companheiro binário. Normalmente o companheiro é um pulsar, uma anã branca ou uma estrela de neutrões. São um dos poucos objectos que permitem aos físicos testar a relatividade geral no caso de ocorrer um forte campo gravitacional.
Apesar de o companheiro binário ser normalmente difícil de observar, a taxa de pulsação do pulsar pode ser medida de maneira muito eficaz com o auxílio de radiotelescópios.

## História
O pulsar binário PSR 1913+16 (ou o "pulsar binário Hulse-Taylor") foi descoberto pela primeira vez em 1974 em Arecibo por Joseph Hooton Taylor, Jr. e Russell Hulse, pelo qual eles ganharam o Prêmio Nobel de Física de 1993. Enquanto Hulse observava o pulsar recém-descoberto PSR B1913+16, ele notou que a taxa de pulsação variava regularmente. Concluiu-se que o pulsar estava orbitando outra estrela muito próxima em alta velocidade, e que o período do pulso estava variando devido ao efeito Doppler. Como o pulsar estava se movendo em direção à Terra, os pulsos seriam mais frequentes; e, inversamente, à medida que se afastasse da Terra, menos seriam detectados em um determinado período de tempo. Pode-se pensar nos pulsos como o tique-taque de um relógio; mudanças no tique-taque são indicações de mudanças na velocidade dos pulsares em direção e fora da Terra. Hulse e Taylor também determinaram que as estrelas eram aproximadamente igualmente massivas observando essas flutuações de pulso, o que os levou a acreditar que o outro objeto também era uma estrela de nêutrons. Os pulsos desse sistema agora são rastreados dentro de 15 μs. (Nota: Cen X-3 foi na verdade o primeiro "pulsar binário" descoberto em 1971, seguido por Her X-1 in 1972)
O estudo do pulsar binário PSR B1913+16 também levou à primeira determinação precisa da massa de estrelas de nêutrons, usando efeitos de tempo relativísticos. Quando os dois corpos estão próximos, o campo gravitacional é mais forte, a passagem do tempo é retardada - e o tempo entre os pulsos (ou tiques) é alongado. Então, à medida que o relógio pulsar viaja mais lentamente através da parte mais fraca do campo, ele recupera o tempo. Um efeito relativístico especial, a dilatação do tempo, atua em torno da órbita de maneira semelhante. Esse atraso relativístico é a diferença entre o que se esperaria ver se o pulsar estivesse se movendo a uma distância e velocidade constantes ao redor de seu companheiro em uma órbita circular, e o que é realmente observado.
Antes de 2015 e da operação do Advanced LIGO, pulsares binários eram as únicas ferramentas que os cientistas tinham para detectar evidências de ondas gravitacionais; A teoria da relatividade geral de Einstein prevê que duas estrelas de nêutrons emitirão ondas gravitacionais ao orbitarem um centro de massa comum, o que carregaria a energia orbital e faria com que as duas estrelas se aproximassem e encurtassem seu período orbital. Um modelo de 10 parâmetros que incorpora informações sobre o tempo do pulsar, as órbitas keplerianas e três correções pós-Kepler (a taxa de avanço do periastro, um fator para o redshift gravitacional e dilatação do tempo e uma taxa de mudança do período orbital da emissão de radiação gravitacional) é suficiente para modelar completamente o tempo do pulsar binário.
As medições feitas da decadência orbital do sistema PSR B1913+16 foram uma combinação quase perfeita com as equações de Einstein. A relatividade prevê que, com o tempo, a energia orbital de um sistema binário será convertida em radiação gravitacional. Os dados coletados por Taylor e Joel M. Weisberg e seus colegas do período orbital de PSR B1913+16 apoiaram esta previsão relativística; eles relataram em 1982 e posteriormente que havia uma diferença na separação mínima observada dos dois pulsares em comparação com a esperada se a separação orbital tivesse permanecido constante. Na década seguinte à sua descoberta, o período orbital do sistema diminuiu cerca de 76 milionésimos de segundo por ano - isso significa que o pulsar estava se aproximando de sua separação máxima mais de um segundo antes do que estaria se a órbita permanecesse a mesma. As observações subsequentes continuam a mostrar essa diminuição.